# فرهنگ در کلمبیا

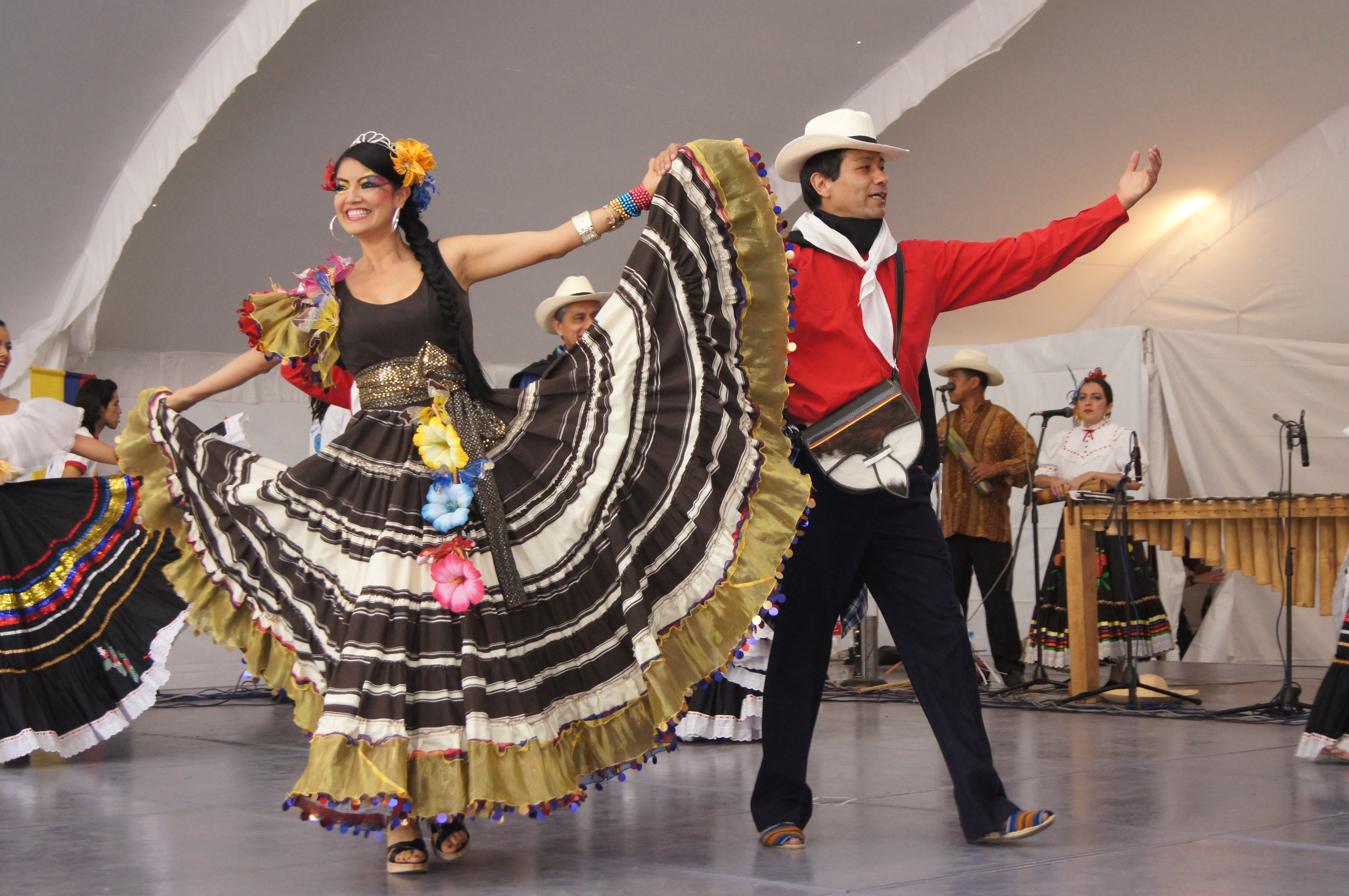
نمونه‌ای رقص بومی کلمبیا.

منشأ بسیاری از جنبه‌های فرهنگ کلمبیا را می‌توان در فرهنگ اولیه مهاجران اسپانیایی در قرن شانزدهم میلادی و برخورد آن‌ها با تمدن‌های بومی سرخ‌پوستان در کلمبیا (شامل موئیسکا و تایرونا) یافت. فرهنگ‌های اسپانیایی، کاتولیکی، آفریقایی، سیستم فئودالی، انکومیاندا و سیستم کست، که سفیدپوستان اروپایی مهاجر به وجود آورده بودند، در شکل‌گیری فرهنگ این ناحیه نقش به سزایی داشتند. پس از استقلال از امپراتوری اسپانیا، کریویو‌ها تلاش کردند تا یک سیستم سیاسی متنوع و بین ایدئال‌های محافظه کارانه و لیبرال ایجاد کنند. محافظه کاران از مشارکت کلیسای کاتولیک در امور کشور پشتیبانی می‌کردند، در حالی که لیبرال‌ها تمایل به جدایی دین از سیاست را داشتند. محافظه کاران توانستند آموزش عمومی را به کلیسای کاتولیک اعطا کنند، و برای سال‌ها کلیسا سیستم آموزشی کشور را کنترل می‌کرد. هر دو طرف درگیر جنگ‌های چندگانه‌ای بوده‌اند که منجر به پیشرفت آهسته کشور و انزوای مناطق تا پایان قرن نوزدهم شد. گروه‌های قومی و نژادی فرهنگ میراث اجدادی خود را حفظ کردند: سفید پوستان تلاش می‌کردند خود را در طبقهٔ فرادست حفظ کنند. علی‌رغم تعداد روزافزون زاد و ولد فرزندان نامشروع میان خانواده‌های دورگهٔ سفیدپوست-آفریقایی/بومی، کودکان با سیستم کست برچسب گذاری شدند و نام‌هایی چون مستیزو، مولاتو و مورنو گرفتند. سیاه پوستان و بومیان کلمبیا نیز در صورت زاد و ولد فرزندی با برچسب زامبو صاحب می‌شدند. این مسائل موجب ایجاد گروه‌های نژادی متنوع و نوین در فرهنگ آمریکای جنوبی شد. این اختلاط‌های نژادی همچنین به ترکیب و ادغام فرهنگ‌ها انجامید. به عنوان مثال ایجاد کارناوال‌های گوناگون فرصتی برای همه طبقات و رنگ‌ها برای ابراز شادی بدون تعصب شد. معرفی لایحه حقوق شهروندان و لغو برده‌داری (در سال ۱۸۵۱ میلادی) تنش‌های بین نژادها را کاهش داد، اما تسلط سفیدپوستان همچنان غالب بود.

## تأثیرات

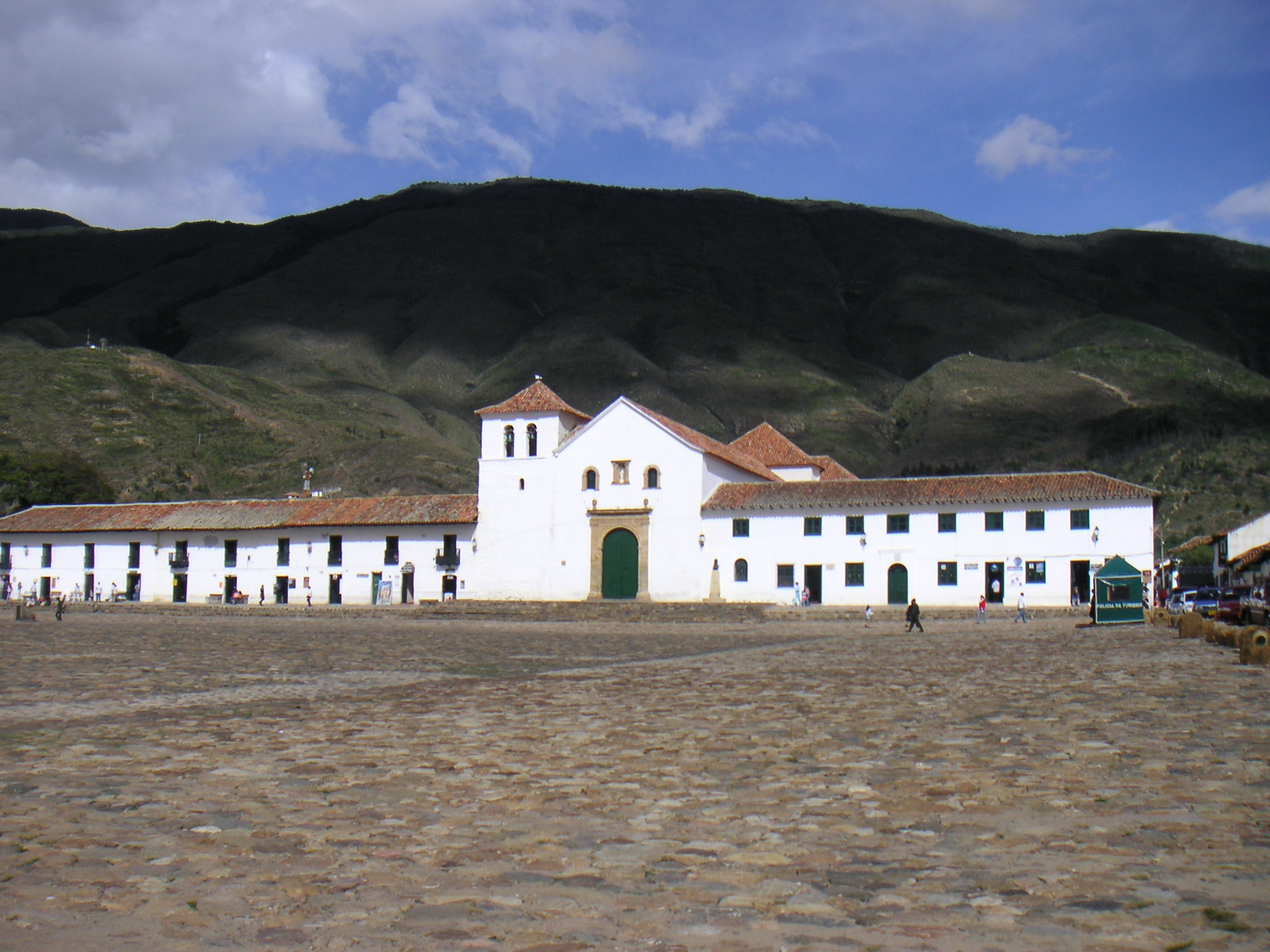
وییا د لیویا، نقطهٔ عطفی تاریخی و فرهنگی در کلمبیا است.

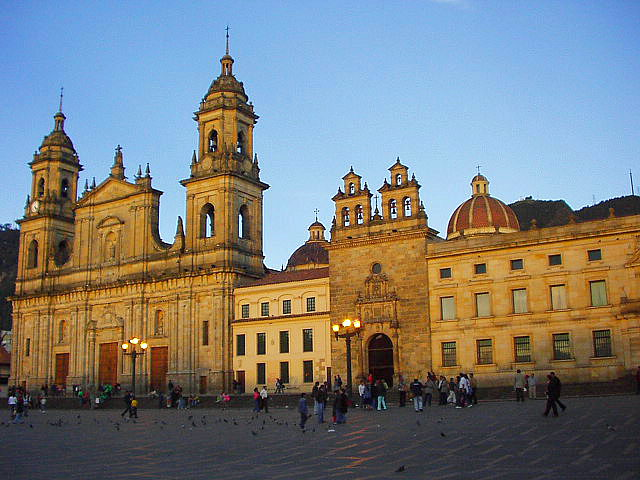
کلیسای جامع در مرکز شهر بوگوتا (پایتخت کنونی کلمبیا). این بنا نمونه‌ای از تأثیرات معماری اسپانیایی در کشور است.

### بومیان
فرهنگ‌های مختلف بومی ساکن کلمبیای امروزی توسط امپراتوری اسپانیا تخریب و نابود شدند. امروزه تنها ۳٫۴ درصد از کلمبیایی‌ها خود را از بومیان کلمبیا می‌دانند. با این وجود، بسیاری از عناصر فرهنگ بومی در غذاها، موسیقی، فولکلور و زبان مردم این کشور تأثیر نهاده‌است.

### عناصر چندفرهنگی
گفته می‌شود کومبیا رقصی مشتق شده از رقص کومب در گینه استوایی است. تعداد کمی از کولی‌ها و دیگر اقوام «گیپسی» نیز در کلمبیا هستند. یهودیان سفاردی و اشکنازی در چندین شهر بزرگ حضور دارند؛ بوگوتا دارای پنج کنیسه است. آلمانی‌ها در بخش سانتاندر، علی‌الخصوص در بوکارامانگا، حضور دارند. آن‌ها ابزاری همچون آکوردئون را به واییدوپار انتقال دادند، که امروزه در ژانر موسیقی بسیار محبوب وایناتو مورد استفاده قرار می‌گیرد.

### بده و بستان‌های فرهنگی بین‌المللی
در دهه‌های اخیر با روند جهانی‌سازی و ارتباطات فرهنگی میان ملل مختلف جهان، بسیاری از فرهنگ‌های مختلف در این کشور نفوذ یافتند. از آشپزی چینی گرفته تا هنر انتزاعی غرب در این سال‌ها طرفدارانی در کشور کلمبیا کسب کرده‌اند. این فرهنگ‌های دخیل در زمینه‌های گوناگونی از معماری، هنر، آشپزی، سینما، تئاتر، ادبیات و… وجود دارند و گاه نسخه‌های بومی از آن‌ها در کلمبیا به وجود آمده‌است. مانند ترکیب موسیقی‌های مختلف نواحی کلمبیا با سبک‌های نوین پاپ و راک، ایجاد جنبش‌هایی ادبی همچون نادائیسم در ادبیات این کشور یا حتی ایجاد سبک نوین رئالیسم جادویی توسط کلمبیایی‌ها در ادبیات جهانی، که بر پایهٔ دیگر سبک‌ها ادبی جهان شکل گرفت.

## کارناوال‌ها و جشنواره‌ها
سالانه ده‌ها فستیوال و کارناوال در سرتاسر کلمبیا برگزار می‌شود.

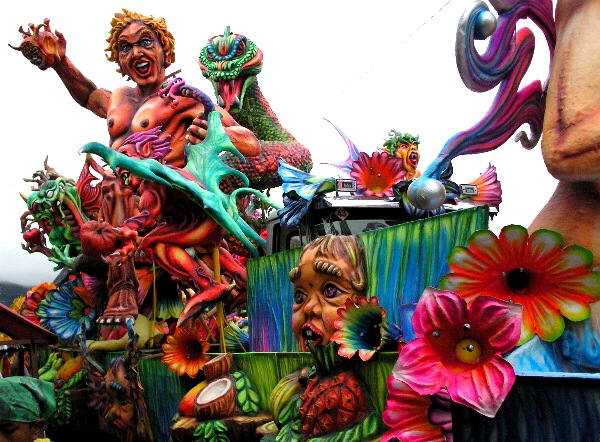
کارناوال سیاه و سفیدها
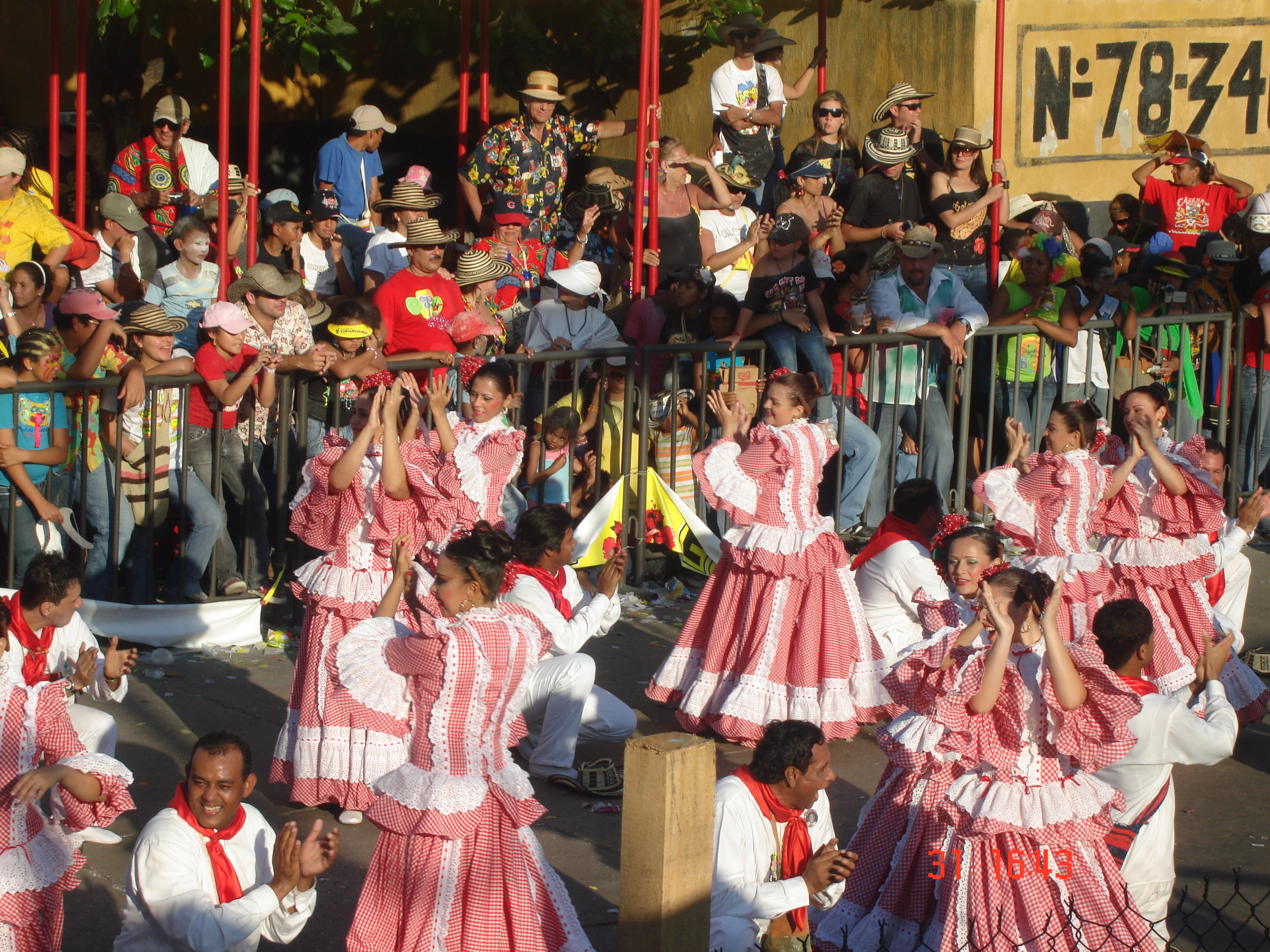
کارناوال بارانکیا
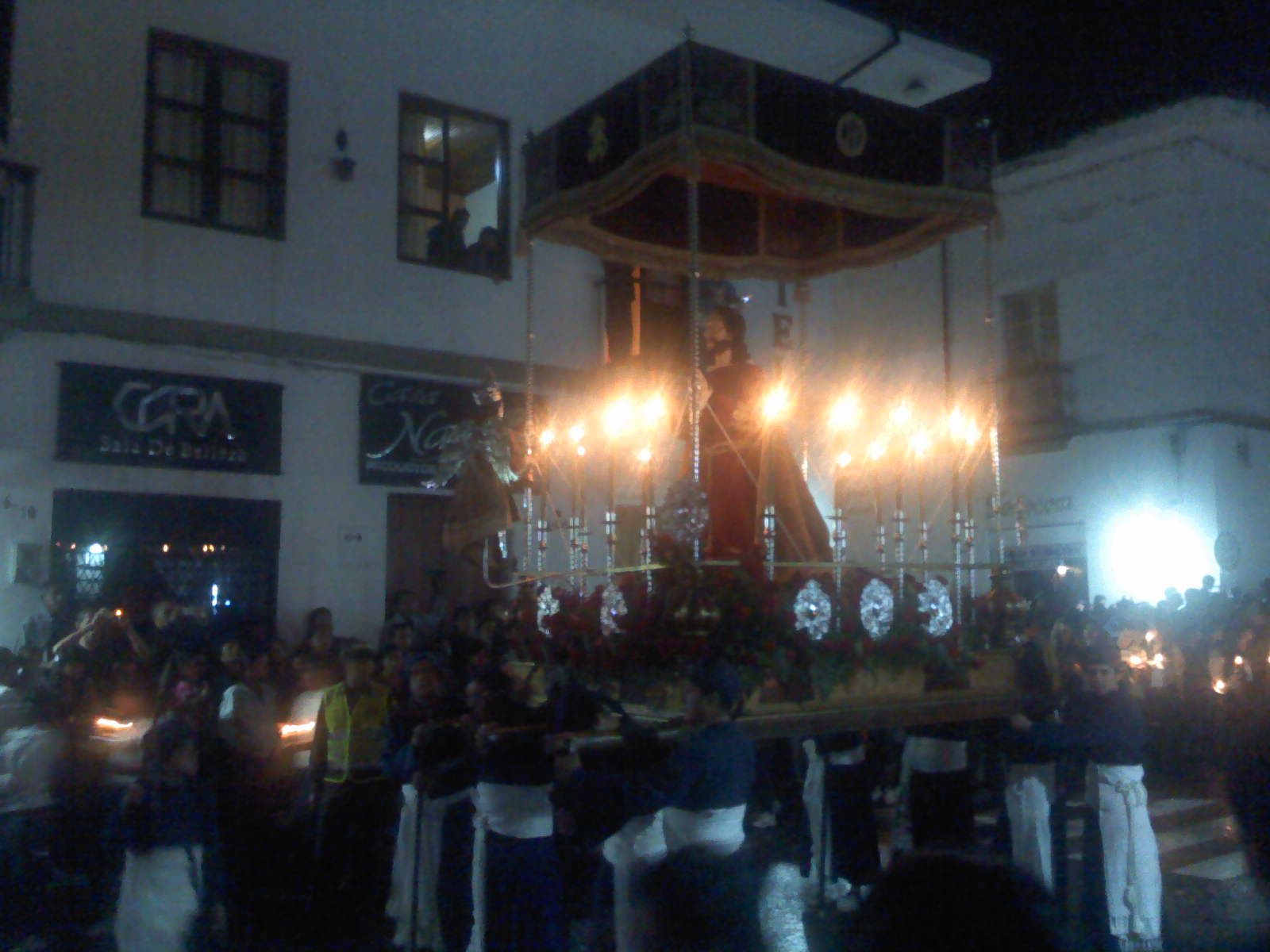
هفته مقدس در پوپایان

## هنر: نقاشی، صنایع دستی و مجسمه‌سازی

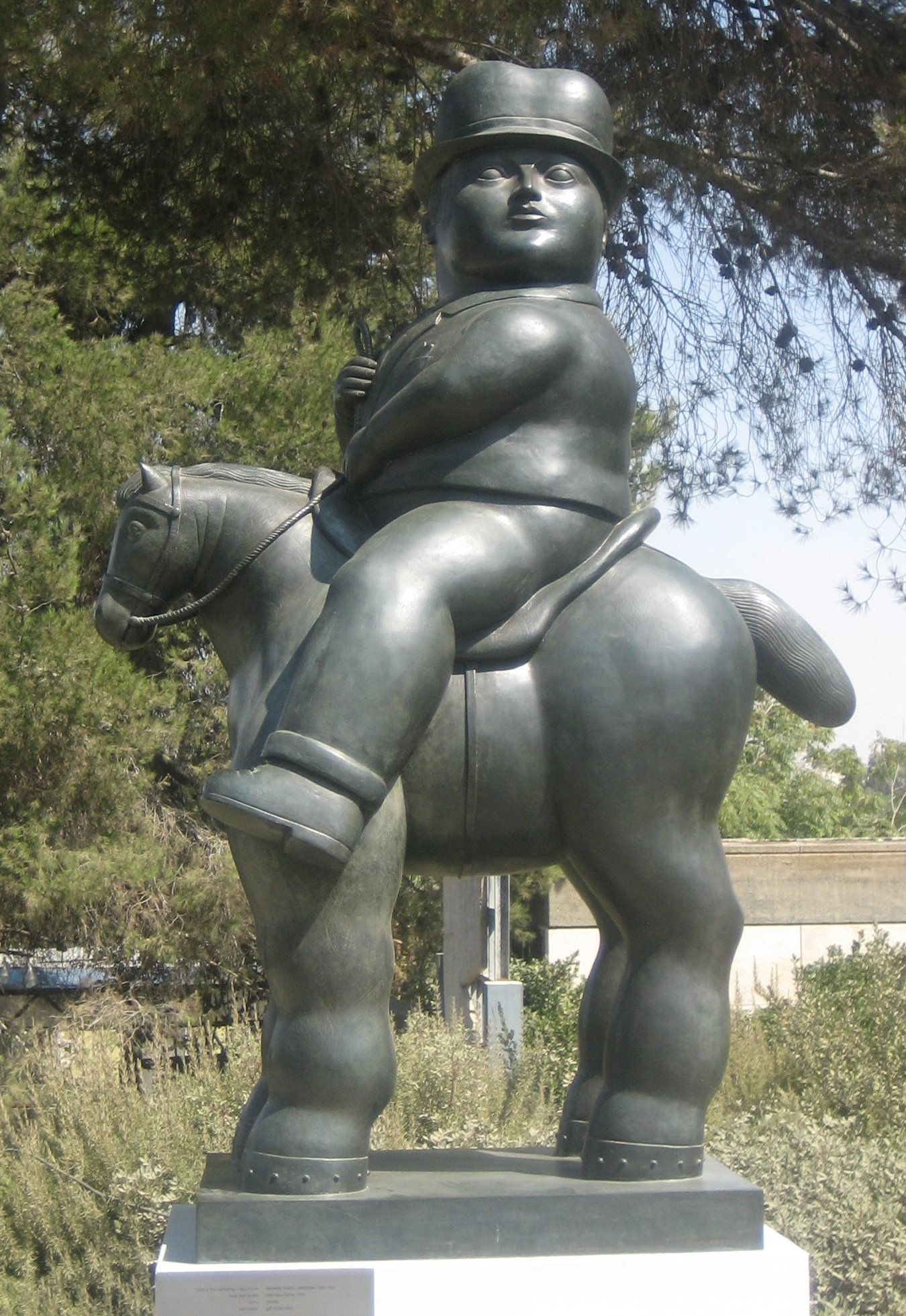
پیکره‌ای از نقاش و مجسمه‌ساز معروف، فرناندو بوترو، در شهر اورشلیم.

هنر کلمبیایی دارای ۳۵۰۰ سال پیشینه و طیف‌های بسیار گسترده‌ای است که از نقاشی‌های مذهبی باروک گرفته تا آثار تمدن کیمبایا و نقاشی‌های آلخاندرو اوبرگون (۱۹۲۰–۱۹۹۲). سرشناس‌ترین هنرمند کلمبیایی در سطح جهانی که آثاری تحسین‌برانگیز دارد، فرناندو بوترو (۱۹۳۲) بوده‌است.
صنایع دستی برگرفته از فرهنگ سرخپوستان و افریقایی‌ها نیز رواج گسترده‌ای دارد. سومبررو وولتیائو، معروف به کلاه کلمبیایی، پوشش بومی کلمبیا و از نمادهای صنایع دستی این کشور محسوب می‌شود.
نقاشی کلمبیایی که برگرفته از فرهنگ‌های متنوع این کشور بوده‌است، در گذشته بیشتر به مضامین مذهبی مسیحیت می‌پرداخت و در دوران استعمار هنر باروک رواج گسترده‌ای در میان هنرمندان این کشور داشت. در دوران انقلاب کشیدن تصاویر انقلابیون گسترش یافت و در دوران معاصر به تقلید از هنر اروپایی، کشیدن تصاویری با مضامین اجتماعی و مفهومی و انتزاعی توسط هنرمندان این کشور افزایش چشمگیری داشت.

## فلکوریک
کلمبیا دارای فولکلور سنتی و داستان‌های بسیاری دربارهٔ موجودات افسانه ای است. برخی از این داستان‌ها در سایر کشورهای آمریکای لاتین نیز رایج هستند. فولکلور کلمبیا از تأثیرات اصلی فرهنگ اسپانیا در ادغام با عناصر فرهنگ آفریقا و بومیان آمریکایی است.

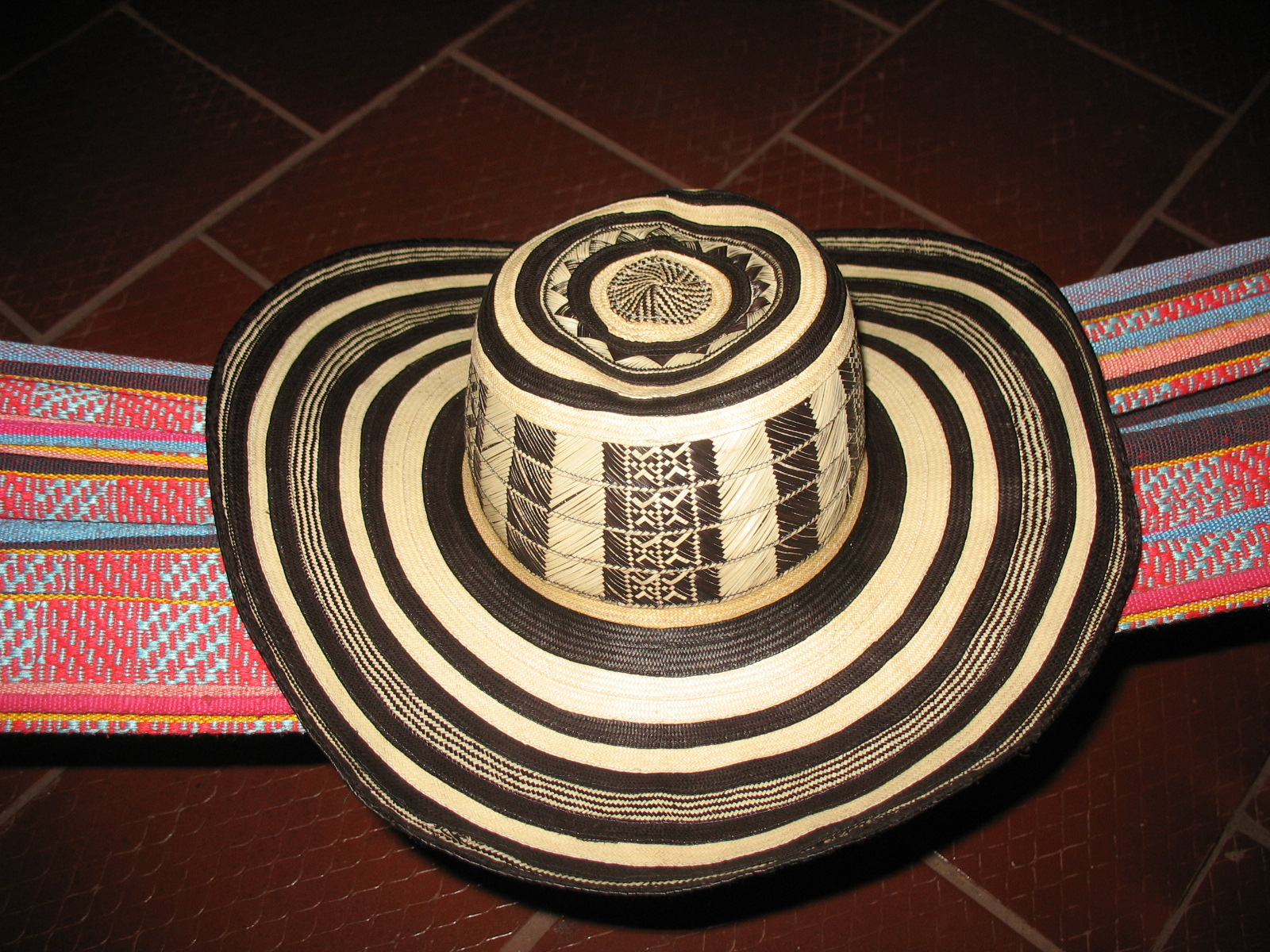
سومبررو وولتیائو, کلاهی است که زولوها ساختند و اکنون از نمادهای ملی کشور است.

## مذهب
مطالعات نشان می‌دهد که حدود ۷۰٫۹٪ کلمبیاها کاتولیک رومی هستند. با این حال، کلمبیایی‌ها در پذیرش دیگر اعتقادات و مذاهب قابل توجه هستند.
اداره آمار ملی (DANE) آمار مذهبی را جمع‌آوری نمی‌کند و گزارش‌های دقیق برای به دست آوردن آن دشوار است. با این حال، بر اساس مطالعات مختلف و یک نظرسنجی، حدود ۹۰ درصد از جمعیت به مسیحیت گرایش دارند، که اکثریت آن‌ها (بیش از ۷۰ درصد) پیرو کلیسای کاتولیک هستند، در حالی که اقلیت قابل توجه (بیش از ۱۶ درصد) به پروتستانتیسم (عمدتاً مسیحیت انجیلی) پایبند هستند. در حالی که ۳٫۵ درصد ادعا می‌کنند که به خدا اعتقاد دارند اما دین خاصی را دنبال نمی‌کنند. ۱٫۸٪ از کلمبیایی‌ها به شاهدان یهوه و ادونتیسم پیوسته‌اند و کمتر از ۱٪ از دیگر ادیان مانند اسلام، یهودیت، بودیسم، مورمونیسم، هندوئیسم ،روح‌باوری، انجمن بین‌المللی آگاهی کریشنا، جنبش راستافار، کلیسای ارتدکس شرقی و مطالعات معنوی پیروی می‌کنند. افراد باقیمانده یا پاسخ ندادند یا پاسخ دادند که نمی‌دانند. علاوه بر آمار فوق، ۳۵٫۹ درصد از کلمبیایی‌ها گفتند که دینشان در زندگی روزمره اهمیت دارد.
از ۱۹۹۱ میلادی تمامی ادیان در کلمبیا در برابر قانون مساوی شمرده شده‌اند.

## ادبیات
گابریل گارسیا مارکز، برنده جایزه نوبل ادبیات در سال ۱۹۸۲ و نویسندهٔ رمان سرشناس صد سال تنهایی که سبک واقع‌گرایی جادویی (realismo mágico) را به اوج رساند، از برترین نویسندگان تاریخ کلمبیاست.
کلمبیا یکی از ثروتمندترین ادبیات‌های آمریکای لاتین را به وجود آورده، فراوانی ادیبان آن به خاطر آغاز روندی متنوع در قرن نوزدهم و بیستم است. روشنفکران کلمبیایی که ادبیات این کشور را برساخته‌اند، به تقویت ادبیات آمریکای لاتین کمک کردند.

## تئاتر

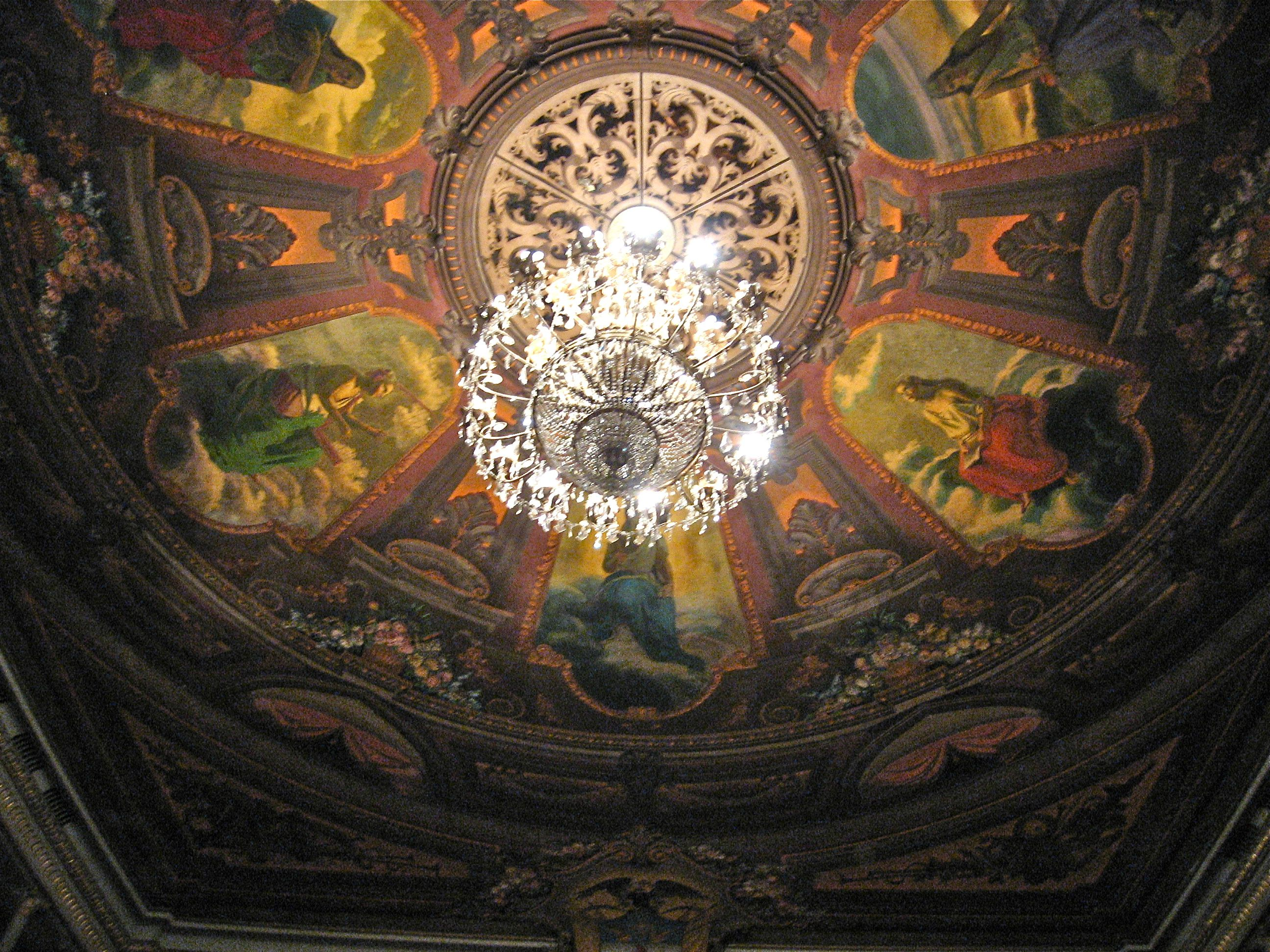
تئاتر کریستوبال کلون (تئاتر کریستوفر کلمبوس)، همچنین به عنوان "Teatro Colón" شناخته شده‌است، در بوگوتا واقع شده‌است و تئاتر ملی کشور است.

در کلمبیا جشنواره‌های بسیاری در زمینهٔ تئاتر وجود دارد:
- Iberoamerican Theater Festival of Bogota
- International Theater Festival of Manizales
- Colombian Theater Festival of Medellin - Medellin en Escena
- Cali Festival Theater
- Cali Performance Festival
- International Theater Festival of Barrancabermeja - Theater for the Peace
- International Theater Festival and Storytellers Encounter of Popayan
- Carnavalada - Theater to the Streets - Open Air Theater Festival of Barranquilla
- Festival de teatro Gitanos en Macondo - first week of September in Aracataca, Madalena.

## فیلم و تلویزیون

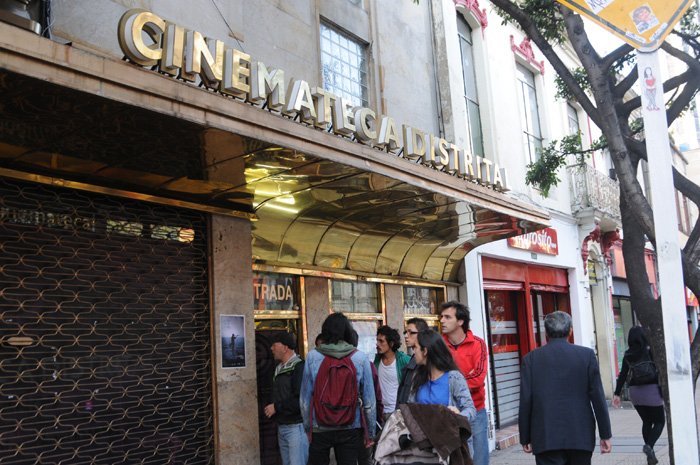
سینمایی در کلمبیا

سینمای کلمبیا از سال ۱۸۹۷ میلادی شکل گرفت و صاحب آثار انگشت‌شمار مهمی است که از جمله سرشناس آن استراتژی حلزون، دختر گل فروش و کلاغ طلایی بوده‌اند. سینمای کلمبیا در جشنواره‌های بین‌المللی و جهانی نسبت به همسایگان خود خیلی موفق نبوده‌است. جشنواره فیلم کارتاگنا مهمترین فستیوال سینمایی این کشور اعتبار ویژه‌ای در آمریکای لاتین دارد. جشنواره‌های متعدد دیگری نیز در این کشور فعال هستند.

## طباخی

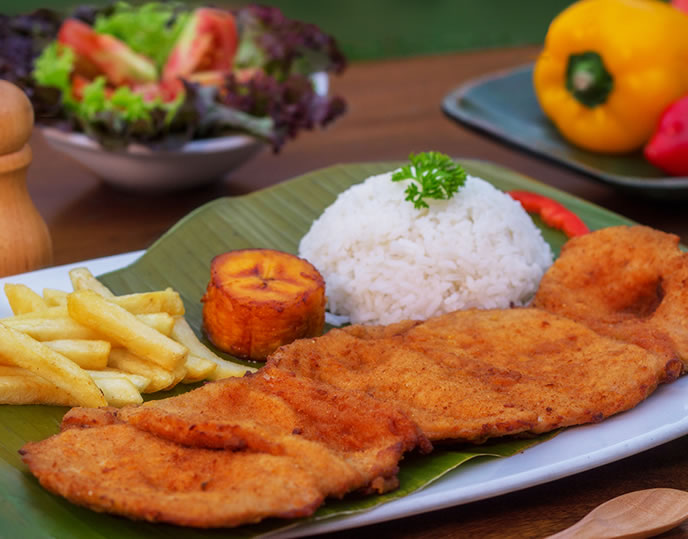
کتلت «وایونا»، خوراک محلی در بخش بایه دل کائوکا کلمبیا و فرهنگ آفریقایی کلمبیا در منطقه اقیانوس آرام است. این خوراک شامل میلانسا، که پخته شده از گوشت خوک است ولی گوشت گاو یا مرغ نیز می‌تواند مورد استفاده قرار گیرد، و به شکل سنتی شامل برنج، گوجه فرنگی بریده شده، پیاز، نعناع سرخ شده یا سیب زمینی سرخ شده و نوشیدنی خاصی به نام «لولادا» که خود از میوهٔ نارانجیلا، آب و شکر است.

غذاهای متنوع کلمبیا تحت تأثیر وضعیت جغرافیایی و همچنین سنت‌های فرهنگی گروه‌های قومی آن در نواحی متفاوت قرار دارد. ظروف و غذای اصلی کلمبیایی‌ها در منطقه‌ها به‌طور گسترده‌ای متفاوت است.غذا های کلمبیایی یک سنت آشپزی از مناطق مختلف کلمبیا است. غذاهای کلمبیایی در منطقه متفاوت است برخی از رایج‌ترین مواد تشکیل دهنده عبارتند از: غلات مانند برنج و ذرت; تجه‌ها مانند سیب‌زمینی و مانیوک; انواع گوناگونی از حبوبات; گوشت شامل گوشت گاو، گوسفند، خوک و بز؛ ماهی و غذاهای دریایی. در غذاهای کلمبیا همچنین انواع مختلفی از میوه‌های گرمسیری و استوایی مانند توت طلایی، فیجوا، آراسا، میوه اژدها، ترگیل، گرانادیا، پاپایا، گواوا، تمشک، نارانجیلا، سورسپ و میوه گل‌ساعتی استفاده می‌شوند.
در بین غذاهای ویژه و شاخص کلمبیا در میان سوپ‌ها توستونس (موز کال سرخ شده), سانکوچو د گالینا (سوپ مرغ و سبزیجات رشته شده) و آخیاکو (سوپ سیب‌زمینی و ذرت) سرشناس‌اند. در میان تنقلات و نان‌ها پاندبونو، آره‌پا (کیک ذرتی), آبراخادو (نان شیرین کبابی با پنیر), ترتا د چوکلو، امپانادا و آلموخابانا سرشناس‌ترند. در میان غذاهای پرمصرف و معروف کلمبیایی در ناحیهٔ مرکزی کشور بندیجا پایسا، لچونا تولیمنسه،  مامونا ، تامال و غذاهای دریایی (مانند آروس د لیسا), به ویژه در نواحی ساحلی که سوئرو، پنیر کوستنیو، کیبه و کاریمانیولا رواج دارند. در نواحی جانبی کلمبیا نیز خوراک‌های پاپاس کیریویاس آل هونرو (سیب‌زمینی سرخ‌شده), پاپاس چوریداس (سیب‌زمینی و پنیر) و برنج با نارگیل خورده می‌شوند. غذای زیستی در شهرهای بزرگ در حال ترویج است، اگر چه به‌طور کلی در سراسر کشور میوه‌ها و سبزیجات طبیعی و تازه بسیار مورد مصرف هستند.
در میان دسرهای پرمصرف کلمبیا بونیوئلو، ناتییا، تورتا ماریا لوئیسا، ژله گواوا، کوکاداس (کره‌های شکلاتی), کاسکیتوس د گواوا (پودر آب نباتی گواوا), تورتا د ناتا، ابلئا، فلان د دولسه ولتی، روسکون، میلوخا، و کیک ترس لچس (یک نوع کیک اسفنجی در شیر، پوشیده با خامه زده‌شده، که همراه با شیر سرو می‌شود) شاخص‌اند. انواع سس‌ها (سالساس) من‌جمله هوگائو (سس گوجه و پیاز) و نوع کلمبیاییش آخی نیز هستند.
در میان نوشیدنی‌های معتبر نیز قهوه با سرو محلی (تینتو), چامپوس، چولادو، لولادا، آونا، آب‌میوهٔ نباتی، آگوئاپانلا، آگوئاردینته، شکلات داغ و آب‌میوهٔ تازه (اغلب ترکیبی از شکر با آب یا شیر) پرمصرف‌اند.
انواع مختلفی از خوراک‌ها وجود دارد که با نگرش به تفاوت در آب و هوای منطقه ای در نظر می‌شود. مثلاً:
- در شهر مدئین، نوعی از بندیجا پایسا سرو می‌شود. در آن لوبیا، برنج، گوشت چرخ‌کرده یا کارنه آسادا، چوریزو، نیمرو، آره‌پا، و چیچارون می‌ریزند. همچنین از آووکادو، گوجه‌فرنگی، و سس‌های خاصی در آن استفاده می‌شود.
- در شهر کالی و به عنوان غذای سنتی "سانکوچو" - سوپی از گوشت مرغ، موز سبز، ذرت، گشنیز، ریشهٔ یوکا، و سایر ادویه‌جات.
- در بوگوتا و ناحیهٔ آند، آخیاکو خوراکی سنتی است که سوپی از گوشت مرغ، سیب‌زمینی و گیاهی بومی به نام "گوئاسکاً است.
- در سواحل کارائیب، پخت‌وپزی تند با ماهی و شاه‌میگو رواج دارد. برنج نارگیل غذای رایج نواحی ساحلی است.
- در لیانوس، گوشت با باربیکیو، به‌طور مثال "ternera llanera" رایج است و نوعی ماهی رودخانه‌ای به نام "amarillo" (به معنی زرد) خورده می‌شود.
- در آمازون، غذاهای سنتی مشترکی با پرو و برزیل وجود دارد.

در نواحی مرکزی کشور، خوراک‌های ترکیبی از فرهنگ‌های موجود کشور طبخ می‌شود که اکثراً برگرفته از آشپزی آمریکایی و اروپایی است و به‌طور عمده محصولات کشاورزی، گاو، ماهی‌های رودخانه‌ای و سایر حیوانات مواد اصلی غذایی است. به‌طور مثال سانکوچو در سوپ واییدوپار، آره‌پا (یک نان ذرتی مانند پاتتی).
- در بخش تولیما، تامال خوراکی قالب است. تامال از خمیر ذرت، نخود فرنگی، هویج، سیب‌زمینی، برنج، مرغ، گوشت خوک، و انواع ادویه تشکیل شده. آنها در برگ‌های کاهو پیچیده می‌شوند و برای سه تا چهار ساعت آب‌پز می‌شوند. پاندوبونو برای صبحانه با شکلات داغ سرو می‌شود.
- در نواحی جزیره‌ای شمال‌غربی کشور، غذای قالب مردم راندون است که نوعی خوراک دریایی با شیر نارگیل، ماهی، حشرات، مانیوک (یوکا), سیب‌زمینی شیرین، یامس سفید، و کدو تنبل همراه با فلفل تند و هرب است. همچنین یک سوپ خرچنگ با مواد تشکیل‌دهندهٔ مشابه راندون نیز رایج است.

## موسیقی و رقص

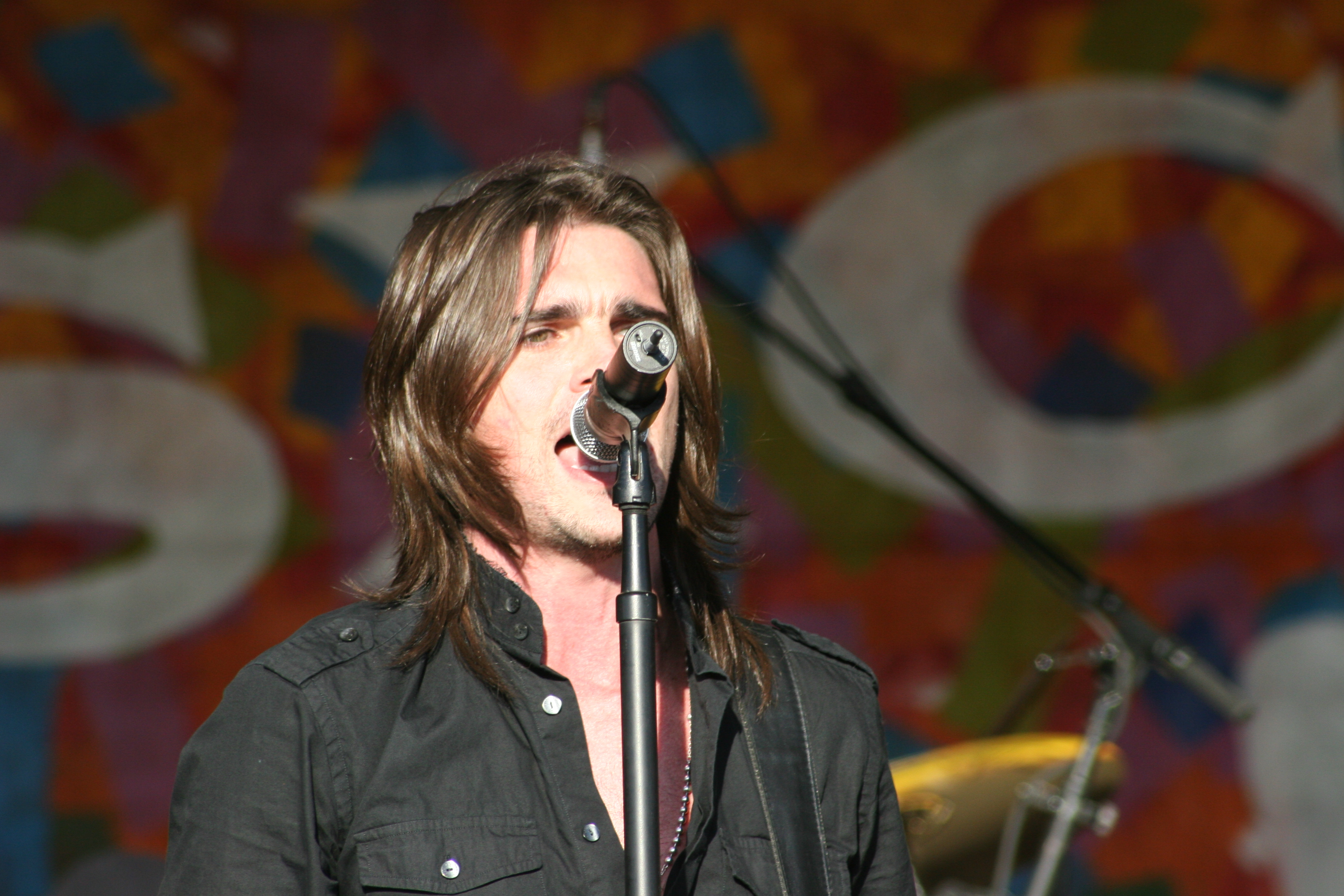
خوانس، خوانندهٔ مدئینی
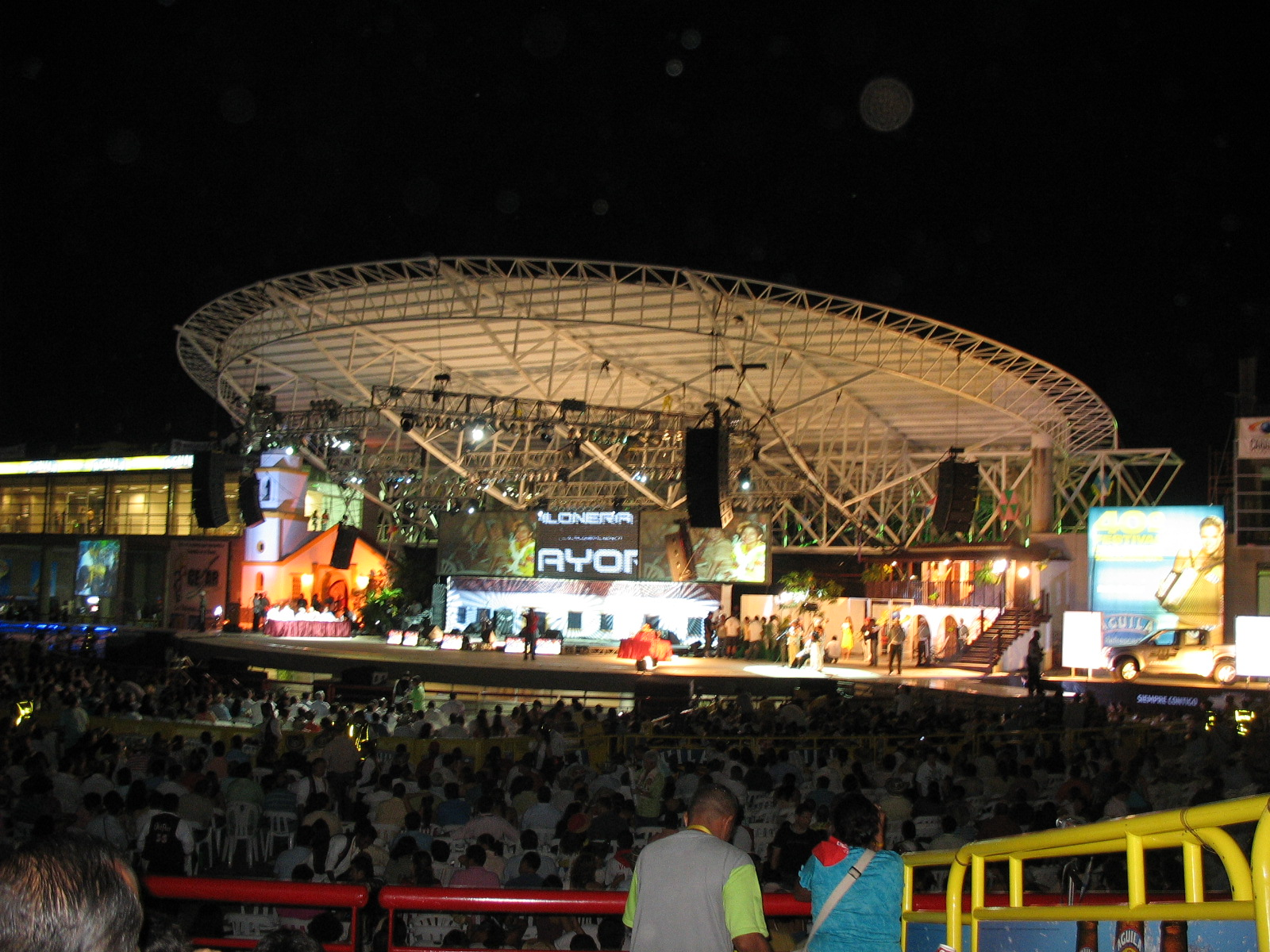
جشنواره وایناتو در واییدوپار
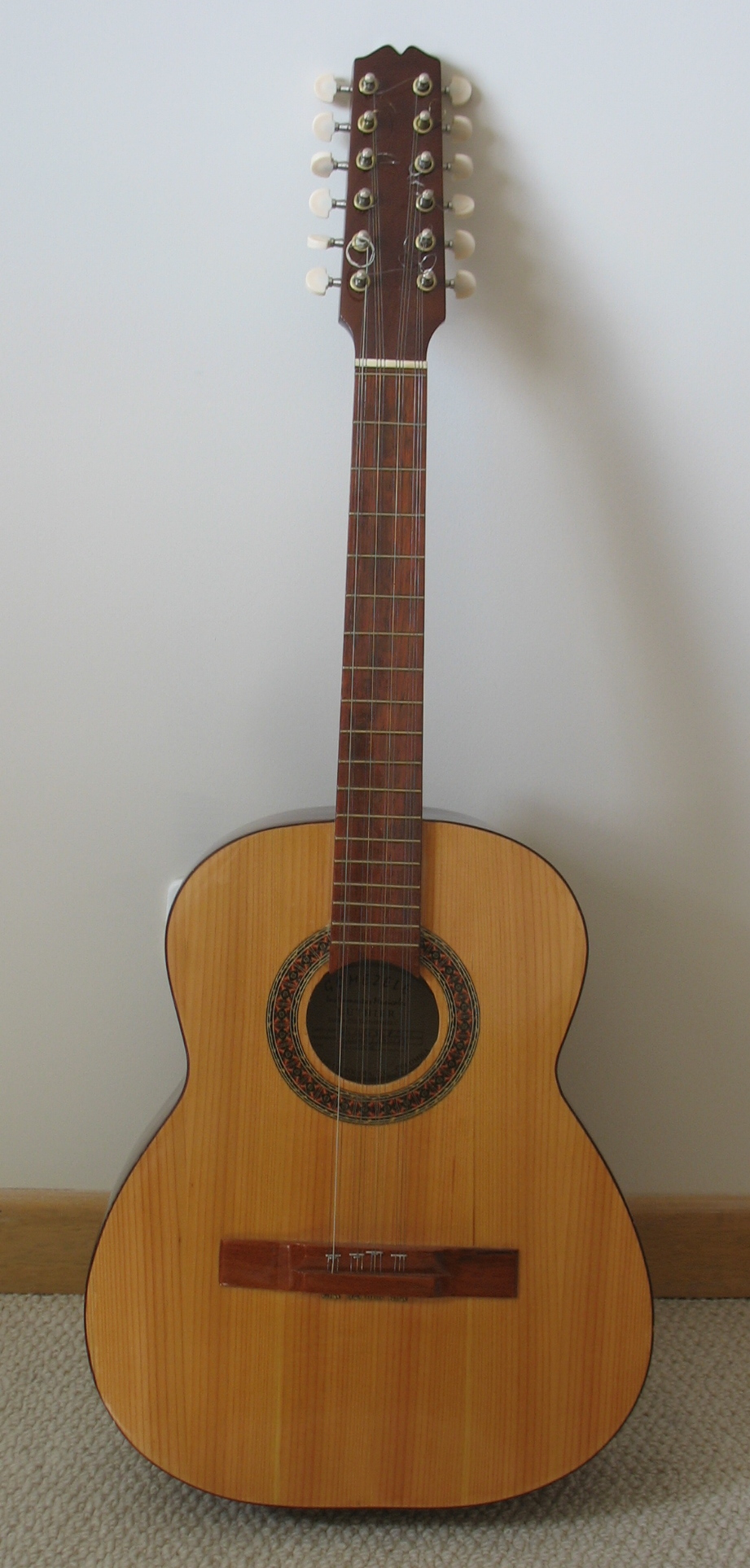
ساز بومی کلمبیا
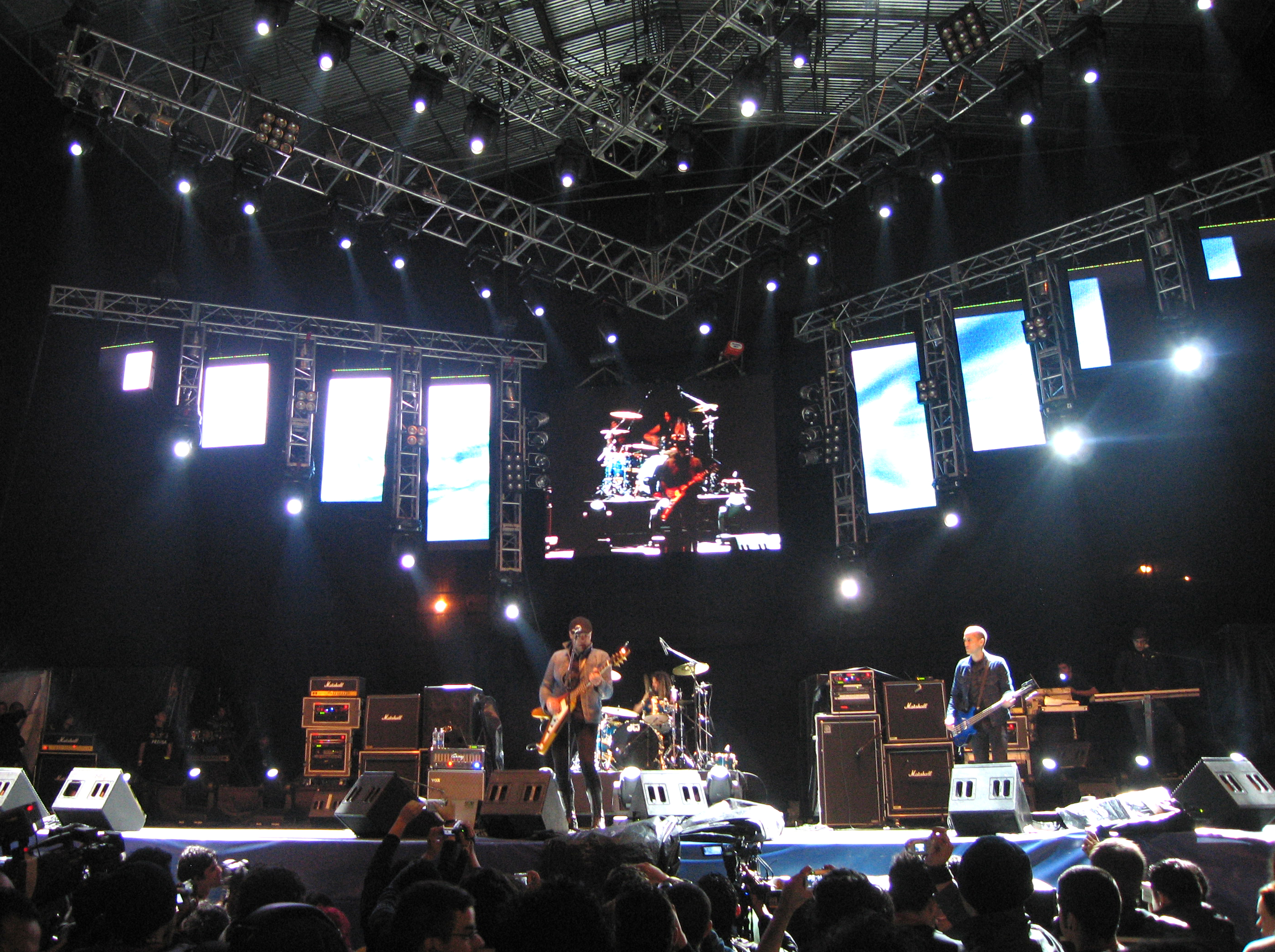
گروه‌های راک کلمبیایی
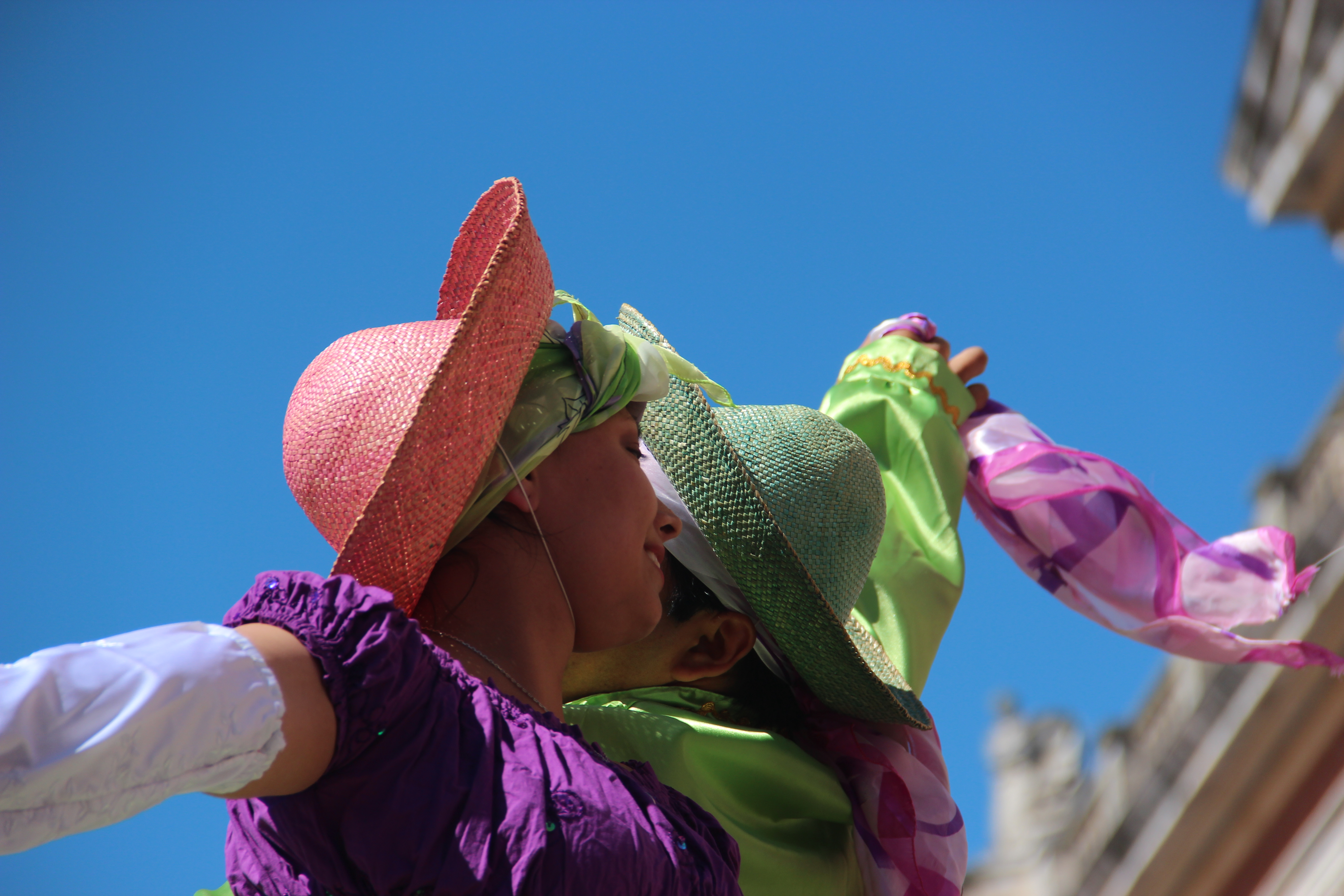
رقص کلمبیایی
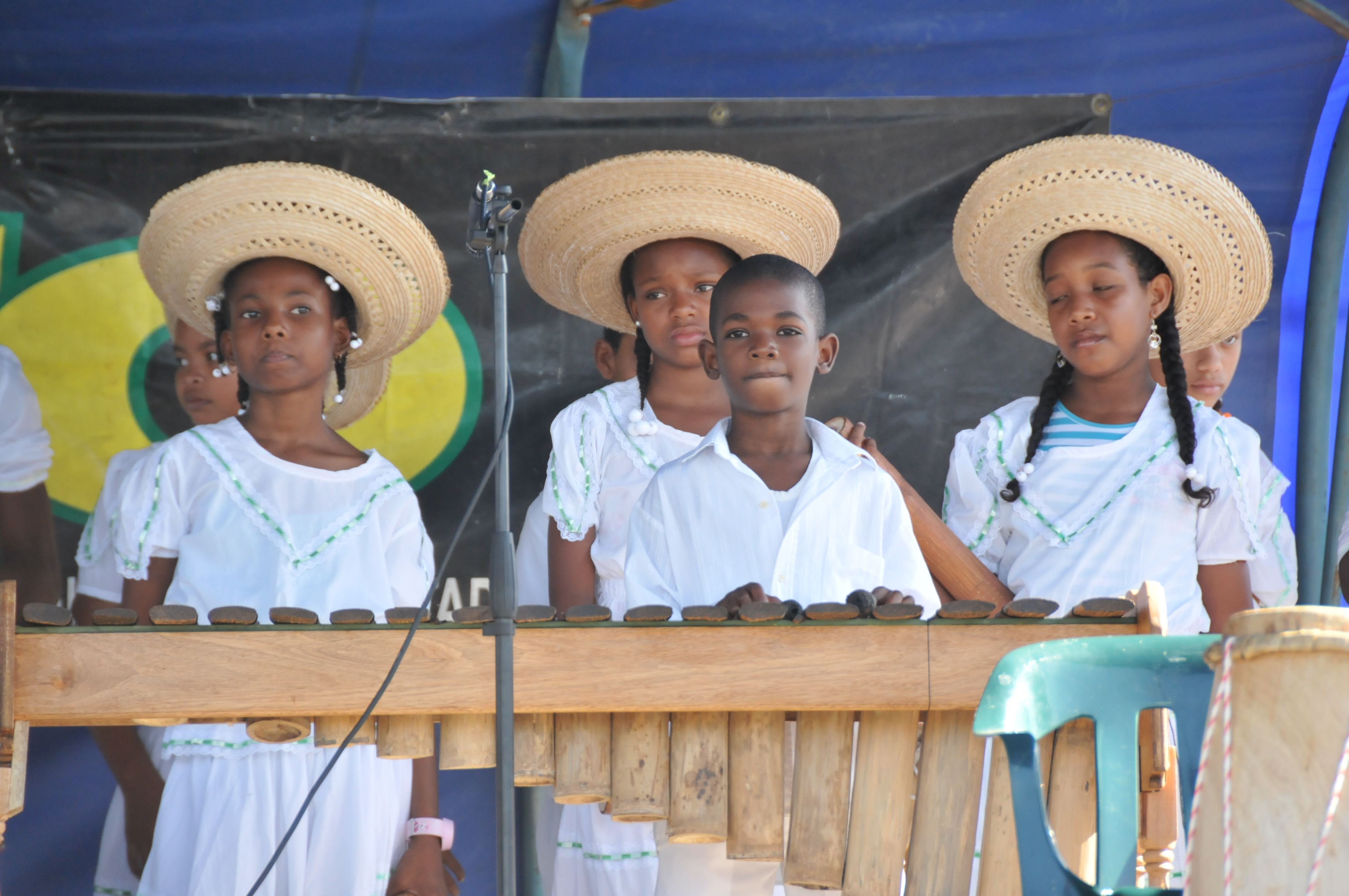
موسیقی سنتی کلمبیا

اغلب سبک‌های موسیقی محلی دارای رقص‌های متناسب با خود هستند و جشنواره‌هایی در گوشه و کنار کلمبیا برای آن‌ها برپا می‌شود. هر یک از مناطق جغرافیایی کلمبیا نیز دارای سبک‌های مختص به خود هستند. به‌طور مثال موسیقی وایناتو که در میراث معنوی و ناملموس یونسکو نیز ثبت شده، در نواحی جزیره‌ای شمال کلمبیا موسیقی بومی بود و از آن نقطه گسترش یافت.
معروف‌ترین سبک این کشور، رقص و موسیقی کومبیا، از فرهنگ‌های اسپانیایی، بومیان و آفریقایی آورده شده‌است. سبک رقص طراحی شده به یاد زنجیر مچ پای بردگان در قرن ۱۹ است که برده‌داری آفریقاییان و هندی‌ها و دیگر قومیت‌های مختلط رواج داشت. همچنین بامبوکو، وایناتو، پررو از سبک‌های معتبر کشورند. موسیقی پاپ، تصنیف، و سالسا نیز پر طرفدارند.

## ورزش

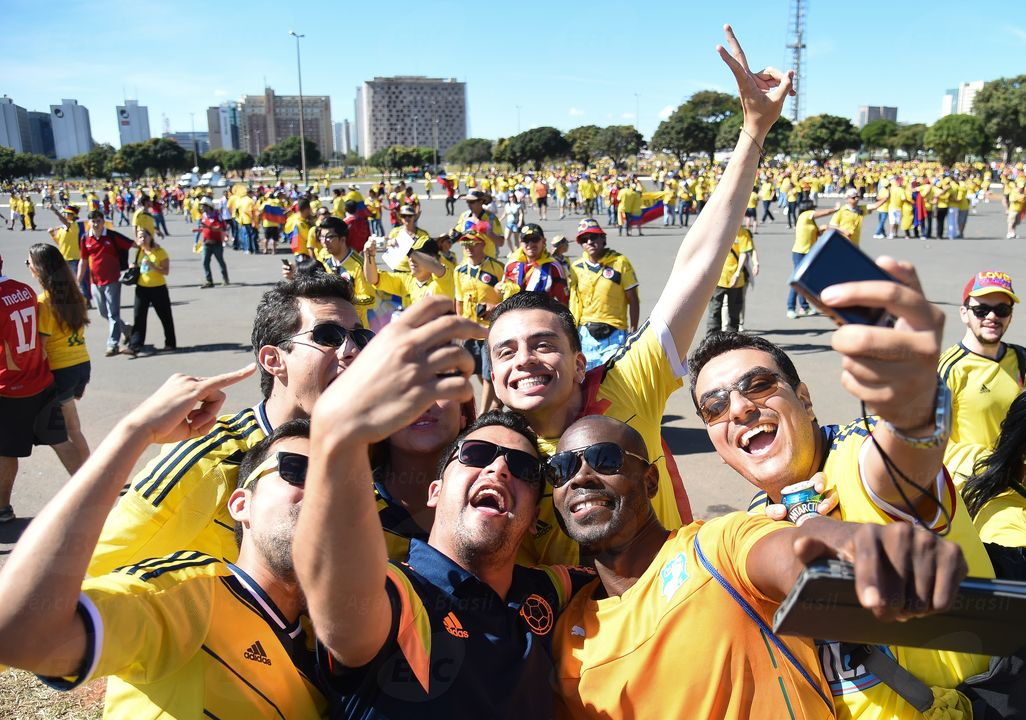
طرفداران تیم ملی فوتبال کلمبیا در جام جهانی ۲۰۱۴.

فوتبال (به اسپانیولی: fútbol) محبوب‌ترین و اصلی‌ترین ورزش در کشور کلمبیاست. بیسبال نیز در سال‌های اخیر محبوبیت یافته‌است. تیم ملی فوتبال کلمبیا چندین بار به جام جهانی فوتبال رسیده‌است. از بازیکنان سرشناس کنونی این کشور فالکائو و خامس رودریگز و از بازیکنان سابقش رنه هیگوئیتا، کارلوس والدرما و آندرس اسکوبار هستند.